# Florent Parmentier
Pour les articles homonymes, voir Parmentier.
Florent Parmentier, né en 1980, est secrétaire général du CEVIPOF / Sciences Po, chercheur associé au Centre de géopolitique de HEC.

## Biographie
Florent Parmentier soutient sa thèse : L'état de la politique européenne de voisinage : contribution à une sociologie historique des États ukrainien et moldave sous la direction de Jacques Rupnik à l'Institut d'études politiques de Paris en 2009.
Depuis décembre 2019, il est secrétaire général du CEVIPOF.

## Œuvres
- Florent Parmentier, La Moldavie à la croisée des chemins, 2003
- Didier Chaudet, Florent Parmentier, Benoît Pélopidas, L'empire au miroir : stratégie de puissances aux États-Unis et en Russie, 2007
- Florent Parmentier, Moldavie : les atouts de la francophonie, 2010
- Florent Parmentier, Les chemins de l'État de droit : la voie étroite des pays entre Europe et Russie, 2014
- Josette Durrieu, Florent Parmentier, La Moldavie à la croisée des mondes 2019
- Élodie Chapel, David Gruson, Delphine Jaafar, Pierre Loulergue, Judith Mehl, Florent Parmentier, Anaïs Person, La révolution du pilotage des données de santé : enjeux juridiques, éthiques et managériaux, 2019
- Florent Parmentier, Pierre Verluise (dir.), L'Europe 3 décennies après l'ouverture du Rideau de fer, 2020